# NGC 3576
NGC 3576 ist ein Emissionsnebel im Sternbild Kiel des Schiffs, welcher etwa 9.000 Lichtjahre von der Erde entfernt ist.
NGC 3576 wurde am 16. März 1834 von dem britischen Astronomen John Herschel entdeckt.